# Cèsar Pasadas
Cèsar Pasadas és un geògraf, fotògraf i muntanyenc sabadellenc, membre de la Societat Catalana de Geografia, amb la qual ha col·laborat organitzant diverses activitats relacionades amb la geografia i la fotografia. Membre destacat de la Unió Excursionista de Sabadell (UES) hi ha liderat grups i activitats promovent el coneixement del territori de parla catalana. A nivell acadèmic, s'ha especialitzat en qüestions relacionades amb els recursos hídrics i el desenvolupament local a través del turisme rural i de muntanya. El 2017, va guanyar el Premi Arthur Osona a la millor guia de muntanya en llengua catalana, per l'obra Catalunya. 50 excursions als seus rius (2017).

## Obres
- Vall de Lord. 16 propostes de turisme actiu (Sabadell: Piretània, 2012).
- Montserrat: 17 itineraris (Sabadell: Piretània, 2014).
- Catalunya. 50 excursions als seus rius (Valls: Cossetània, 2017).